# Marigaon
Marigaon est une ville de l'état d'Assam en Inde, siège du District de Marigaon. Elle avait une population de 20 807 habitants lors du recensement de 2001.

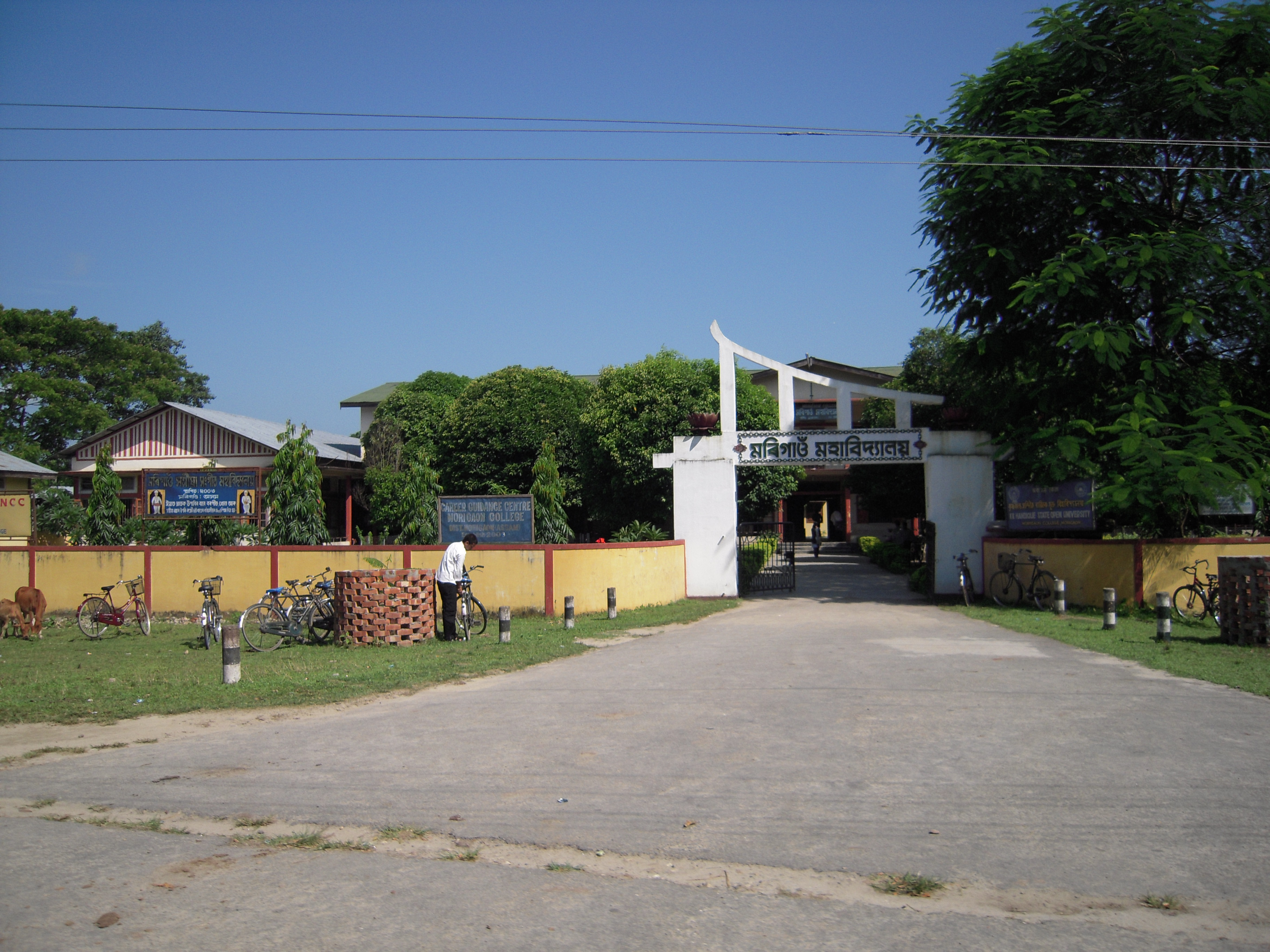
Collège à Marigaon

## Sources
1. ↑  « Table - 3 : Population, population in the age group 0-6 and literates by sex - Cities/Towns (in alphabetic order): 2001 », sur censusindia (consulté le 5 février 2024)